# Torrance Fleischmann
Torrance Watkins Fleischmann  (ur. 30 lipca 1949) – amerykańska jeźdźczyni sportowa. Złota medalistka olimpijska z Los Angeles. 
Sukcesy odnosiła we Wszechstronnym Konkursie Konia Wierzchowego. W zawodach w 1984 wywalczyła złoto w konkursie drużynowym, indywidualnie była czwarta. Były to jej jedyne igrzyska olimpijskie. Startowała wtedy na koniu Finvarra.